# Каразия, Райан
Райан Джозеф Каразия (англ. Ryan Joseph Karazija; 19 марта 1982, Калифорния — 29 октября 2022) — американский музыкант, певец и автор песен, создатель и вокалист исландской пост-рок-группы Low Roar, а также фронтмен инди-группы из Окленда Audrye Sessions.
Его музыка получила большую популярность после её включения в саундтрек видеоигры Death Stranding. Его работы отличаются меланхоличностью, интроспективными текстами, а также музыкой в стиле эмбиент.

## Ранние годы
Райан Каразия родился 19 марта 1982 года в семье Белинды Каразия мексиканского происхождения и отца литовского происхождения. В 16 лет научился играть на гитаре и начал изучать музыку. Райан вырос в Сан-Хосе и закончил среднюю школу имени Авраама Линкольна. Он рано заинтересовался музыкой и увлекался альтернативным роком, музыкой в стиле фолк и эмбиент. В возрасте 18 лет бросил колледж, где изучал психологию, с тем, чтобы посвятить себя музыке и стать музыкантом.

## Карьера

### Audrye Sessions (2002—2010)
В 2002 году Каразия создал инди-группу Audrye Sessions, где он был ведущим вокалистом и гитаристом. Каразия начал встречаться с басисткой группы Алисией Мари Кэмпбелл, но в итоге они расстались. Группа получила некоторое признание в Окленде и выпустила одноимённый альбом в 2009 году. В это время Каразия познакомился с продюсером Эндрю Шепсом, с которым он тесно сотрудничал в последующие годы. После выступления в Окленде в 2010 году группа распалась.

### Low Roar (2011—2022)
В 2010 году Райан переезжает в Рейкьявик после свадьбы с гражданкой Исландии. Его вдохновляли суровые исландские пейзажи и богатое музыкальное наследие страны, что существенно повлияло на его последующее творчество. В 2011 году он основал личный сольный проект Low Roar, создавая композиции, сочетавшие элементы пост-рока, электроники и фолка, которые он записывал на кухне.
В 2011 году вышел дебютный одноимённый альбом проекта. Музыка альбома характеризовалась лаконичным, меланхоличным звучанием, что отражало опыт Каразии в изоляции и адаптации к жизни Исландии. Альбом получил высокие оценки критиков за эмоциональную глубину и атмосферность.
В 2014 году Low Roar выпустили альбом 0, отличившийся более богатым звучанием, отличавшийся добавлением электронных битов, применением синтезатора и сложных инструментальных партий. Этот альбом ознаменовал переход Каразии от минимализма дебютного альбома к применению широкой звуковой палитры. Треки «I’ll keep coming» и «Easy way out» привлекли к себе особое внимание.
Начиная с 2016 года музыка Low Roar достигла мировой известности после того, как некоторые композиции были включены в видеоигру Death Stranding, разработанную компанией Kojima Productions под руководством Хидео Кодзима. Кодзима наткнулся на музыку Low Roar в магазине пластинок в Рейкьявике и посчитал, что музыка идеально подходит к атмосфере игры. Он использовал музыку в рекламных трейлерах игры, а также и в саундтреке самой игры. Вступительный трек «Don’t be so serious» третьего альбома группы Once In A Long, Long While... был использован в качестве вступительного трека к игре. Также в игре были представлены треки из четвёртого альбома группы ross., который вышел в один день с игрой.
После успеха Death Stranding группа выпустила пятый и последний прижизненный для Райана альбом maybe tomorrow....

## Смерть и наследие
29 октября 2022 года было объявлено о смерти Райана Каразия в возрасте 40 лет из-за последствий пневмонии. В ответ на эту новость создатель Death Stranding Хидео Кодзима написал: «Без Райана Death Stranding никогда бы не появился на свет».
Посмертный альбом House in the Woods был выпущен 7 февраля 2025 года. Альбом собран из последних и неоконченных работ Райана и создан как дань его художественному видению и наследию.
В финальных титрах игры Death Stranding 2: On the Beach отдана дань уважения Райану и всей группе Low Roar. В игре есть постеры, отсылающие к группе, а в саундтреке игры звучат треки «Field Of Dreams» и «Just How It Goes» из посмертного альбома группы.

## Дискография

### Audrye Sessions
- Audrye Sessions (2009)

### Low Roar
- Low Roar (2011)
- 0 (2014)
- Once In A Long, Long While... (2017)
- ross. (2019)
- maybe tomorrow... (2021)
- House in the Woods (2025; издано посмертно)